# 청년위원회
대통령직속 청년위원회(Presidential Committee on Young Generation)는 ‘청년위의 설치 및 운영에 관한 규정’에 근거한 대통령 직속 자문위원회이다. 청년 일자리 창출, 미래 인재양성, 청년과 소통 및 청년정책 기획·조정·평가 등에 관한 대통령의 자문에 응하기 위한 목적으로 2013년 7월 16일 출범했으며 서울특별시 종로구 세종대로 178 KT빌딩 12층에 위치했다. 2017년 7월 4일 폐지되었다.

## 설립근거
청년위원회의 설치 및 운영에 관한 규정(대통령령)

## 추진경과
- 2012년 12월 15일 박근혜 새누리당 대선 후보는 서울 삼성동 코엑스몰에서 열린 거점유세에서 '청년특별위원회를 만들어 청년들과 소통하겠다"고 밝혔다[2]
- 2012년 12월 27일 박근헤 대통령 당선인이 차기 5년의 국정운영 밑그림을 그릴 18대 대통령직 인수위원회 안에 청년특별위원회 설치[3]
- 2012년 12월 27일 청년특별위원회- 위원장 김상민 의원, 위원 정현호 전 전국대학총학생회모임 1기 집행의장·윤상규 네오위즈게임즈 대표·박칼린 뮤지컬 예술감독·하지원 에코맘 코리아 대표·오신환 새누리당 중앙청년위원장·이종식 채널A 기자[4]
- 2013년 3월 22일 기획재정부는 대통령에게 청년 정책을 자문하는 청년위원회를 설치하는 내용의 '청년위원회 규정 제정안'을 입법예고[5]
- 2013년 4월 대통령직속 청년위원회 설립추진단, 장관급 12명 매머드 청년위원회 추진, 2030정책자문단 자문위원에 보아, 고산, 박신영, 김예걸외에 이종식, 정현호 포함 계획발표[6][7]
- 2013년 6월 윤창중 스캔들 이후, 장관 12명 참여 백지화, 청년특별위원 100명에서 20명 축소, 위원회 출범지연[8][9]
- 2013년 7월 대통령직 청년위원회 초대 남민우 위원장으로 출범[10]
- 2017년 7월 대통령직속 청년위원회 폐지[11]된 위치에 대통령직속 일자리위원회 설치

## 개요
청년과의 소통을 강화하고 청년 눈높이에 맞는 정책을 기획·조정·평가하기 위해 설립되었다. 청년을 만19~39세 2030세대로 정의하고 ‘현장·국민·협업’을 원칙으로 인재양성과 청년과의 소통, 청년정책 기획·조정·평가 등에 관해 대통령의 자문에 응하며 부처 간 청년정책을 조율한다.

## 조직
민간위원 15명과 정부위원 5명 등 20명의 위원으로 구성되었다. 청년 취업과 창업, 해외봉사 및 국제 활동, 청년 멘토링 분야에서 많은 활동을 한 각계각층의 젊은 인재로 구성되었다. 또한 실무추진단은 4개부(기획총괄부, 일자리부, 인재양성부, 소통부)로 나뉘어 청년들과 소통하고 이를 정책에 반영한다.

## 기능 및 운영
청년위원회는 다음과 같은 세 가지 기능을 수행한다.
1. 청년 일자리 창출: 공공·민간 분야 일자리 발굴, 청년창업 생태계 조성, 청년 일자리 문제 범부처적 해결, 청년 해외 진출(K-move) 지원
2. 청년발전: 부처별 분산된 청년정책 조율, 청년관련 국정과제 이행 지원, 2030 정책 참여단 운영 통한 현장 취재 및 소통
3. 소통·인재 양성: 온·오프라인 소통, 도전하는 청년문화 확립 지원, 청춘순례(청년멘토 · 전문가와 함께 하는 1박 2일 캠프), 청년버스(찾아가는 맞춤형 상담서비스), 청년포털(원스톱 청년 지원정보 제공), 멘토링 등 인재양성 프로그램, 열린 창업공간 마련 계획

청년 현장에서 의견을 청취하고 이를 청년위에서 논의한 다음 관계 부처 간 협의와 조율을 거친 결과를 대통령에게 보고한다. 이후 각 부처에서 정책을 실행하고 피드백을 받는다.

## 역대 위원장
1기 남민우 벤처기업협회장(다산네트웍스 대표)
2기 신용한 청년창업멘토링협회 총회장(지엘인베스트먼트 대표이사)
3기 박용호 서울창조경제혁신센터 센터장

## 주소
서울특별시 종로구 세종대로 178 KT빌딩 12층 (110-777)